# Unčín
Unčín (německy Untschin) je obec v okrese Žďár nad Sázavou v kraji Vysočina v Hornosvratecké vrchovině v přírodním parku Svratecká hornatina. Žije zde 197 obyvatel. Unčínem protéká řeka Svratka, která pramení na úbočí Křivého javora a Žákovy hory ve Žďárských vrších.

## Dějiny
První písemná zmínka o obci pochází z roku 1379, kdy patřila Archlebovi z Kunštátu jenž spolu se synem Heraltem zapsal ves Unčín jeho manželce Markétě. V letech 1459–1588 patřila Pernštejnům a po Bílé hoře se dostal k panství kunštátskému. V letech 1980–90 spadal Unčín pod Dalečín. Nyní je Unčín samostatnou obcí. K Unčínu patří také samota Zbytov.

## Obyvatelstvo
| Rok            | 1869 | 1880 | 1890 | 1900 | 1910 | 1921 | 1930 | 1950 | 1961 | 1970 | 1980 | 1991 | 2001 | 2006 | 2014 |
| Počet obyvatel | 282  | 310  | 285  | 255  | 282  | 288  | 255  | 227  | 232  | 239  | 202  | 190  | 191  | 204  | 192  |

## Školství
- Základní škola a Mateřská škola Unčín

## Památky
U silnice k Ubušínu stojí památník Jana Dobiáše a Františka Kováře, kteří položili život za druhé světové války.